# Кудрявцева, Галина Петровна
Гали́на Петро́вна Кудря́вцева (1947—2006) — советский и российский учёный-геолог, геохимик и педагог, доктор геолого-минералогических наук (1984).  Член Всесоюзного минералогического общества (с 1978 года). Лауреат Премии Правительства Российской Федерации в области науки и техники (1999).

## Биография
Родилась 8 марта 1947 года в Москве.
С 1965 по 1970 год обучалась на Геологическом факультете МГУ, который окончила с красным дипломом. с 1970 по 1973 год обучалась в аспирантуре при этом факультете на кафедре минералогии. С 1973 года на педагогической работе на кафедре минералогии Геологического факультета МГУ в должностях: младшего научного сотрудника, научного сотрудника и старшего научного сотрудника, с 1986 по 2006 год — ведущий научный сотрудник этой кафедры. В 1982 году Г. П. Кудрявцева была одним из основателей лаборатории месторождений алмаза созданной на базе геологического факультета МГУ. Считала своими учителями таких учёных геологов как В. И. Смирнов,
Г. П. Барсанов и Г. А. Крутов.
В 1973 году Галина Кудрявцева защитила диссертацию на соискание учёной степени кандидат геолого-минералогических наук по теме: «Фазовый состав и магнитные свойства ферришпинелидов Ковдорского массива. Кольский полуостров», в 1984 году — доктор геолого-минералогических наук по теме: «Состав, структура и магнитные свойства природных ферритов-окислов». С 1978 года избрана членом Всесоюзного минералогического общества.
Основная научная деятельность Г. П. Кудрявцевой была связана с вопросами в области физики минералов (электронно-зондовые и магнитные методы исследования минерального вещества) и минералогии щёлочно-ультраосновных пород, карбонатитов и кимберлитов. Кудрявцевой был внедрён новый метод исследования внутреннего строения алмаза, который позволил выявить закономерности эволюции алмаза и проводить эффективную разбраковку сырья из этого материала. Основные научные работы «Ильменит из кимберлитов» (1984) и «Ферримагнетизм природных оксидов» (1988). Помимо основной деятельности с 1985 по 2006 год являлась членом Учёного Совета и специального совета по защите диссертаций отделения геохимии геологического факультета МГУ. С 1986 года член Учёного Совета Минералогического музея имени А. Е. Ферсмана АН СССР. Кудрявцева являлась автором около 500 научных работ, в том числе четырнадцать  монографий и соавтором пятнадцати свидетельств на изобретения,
под её руководством было подготовлено двенадцать кандидатских диссертаций.
В 1990 году Постановлением Правительства Российской Федерации «за разработку и освоение экологически безопасных технологий оценочных, геолого-разведочных и добычных работ с использованием скважин большого диаметра в Архангельской алмазоносной провинции» Галина Кудрявцева была удостоена Премии Правительства Российской Федерации в области науки и техники.
Скончалась 26 февраля 2006 года в Москве.

### Публикации
Книги
- Богатиков О. А., Гаранин В. К., Кононова В. А., Кудрявцева Г. П., Васильева Е. Р., Вержак В. В., Веричев Е. М., Парсаданян К. С., Посухова Т. В. Архангельская алмазоносная провинция (геология, петрография, геохимия и минералогия). — М.: Изд-во МГУ, 1999. — 524 с. — ISBN 5-211-025558-Х.
- Гаранин В. К., Кудрявцева Г. П., Марфунин А. С., Михайличенко О. А. Включения в алмазе и алмазоносные породы. — М.: Изд-во МГУ, 1991. — 240 с. — ISBN 5-211-01067-1.
- Гаранин В. К., Кудрявцева Г. П., Сошкина Л. Т. Ильменит из кимберлитов. — М.: Изд-во МГУ, 1984. — 240 с.
- Гаранин В. К., Кудрявцева Г. П. Применение электронно-зондовых приборов для изучения минерального вещества. — М.: Недра, 1983. — 216 с.
- Трухин В. И., Гаранин В. К., Жиляева В. А., Кудрявцева Г. П. Ферримагнетизм минералов. — М.: Изд-во МГУ, 1983. — 96 с.
- Кудрявцева Г. П., Посухова Т. В., Вержак В. В., Веричев Е. М., Гаранин В. К., Головин Н. Н., Зуев В. М. Атлас. Морфогенез алмаза и минералов-спутников в кимберлитах и родственных породах Архангельской алмазоносной провинции. — М.: Полярный круг, 2005. — 624 с. — ISBN 5-200-00718-6.
- Кротков В. В., Кудрявцева Г. П., Богатиков О. А., Валуев Е. П., Вержак В. В., Гаранин В. К., Заостровцев А. А., Кононова В. А., Литинский Ю. В., Пашкевич И. Р., Степанов А. Н., Фортыгин B. C. Новые технологии разведки алмазных месторождений. — М.: ГЕОС, 2001. — 312 с. — ISBN 5-89118-240-8.
- Кудрявцева Г. П., Гаранин В. К., Жиляева В. А., Трухин В. И. Магнетизм и минералогия природных ферримагнетиков. — М.: Изд-во МГУ, 1982. — 294 с.
- Гаранин В. К., Крот А. Н., Кудрявцева Г. П. Сульфидные включения в минералах из кимберлитов. — М.: Изд-во МГУ, 1988.
- Кудрявцева Г. П. Ферримагнетизм природных оксидов. — М.: Недра, 1988. — 232 с. — ISBN 5-247-00284-9.
- Богатиков О. А., Рябчиков И. Д., Кононова В. А., Махоткин И. Л., Новгородова М. И., Соловова И. П., Галускин Е. В., Ганеев И. И., Гирнис А. Б., Еремеев Н. В., Когарко Л. Н., Кудрявцева Г. П., Михайличенко О. А., Наумов В. Б., Сапожникова Е. Н. Лампроиты. — М.: Наука, 1991. — 302 с. — ISBN 5-02-003160-7.

Статьи
- Jacob D., Jagoutz E., Lowry D., Mattey D., Kudrjavtseva G. Diamondiferous eclogites from Siberia: Remnants of Archean oceanic crust (англ.) // Geochimica et Cosmochimica Acta. — 1994. — Vol. 58, no. 23. — P. 5191—5207. — ISSN 0016-7037. — doi:10.1016/0016-7037(94)90304-2.
- Garanin V. K., Kudryavtseva G. P. Morphology, physical properties and paragenesis of inclusion-bearing diamonds from Yakutian kimberlites (англ.) // Lithos. — 1990. — Vol. 25, no. 1—3. — P. 211—217. — ISSN 0024-4937. — doi:10.1016/0024-4937(90)90016-T.
- Веричев Е. М., Гаранин В. К., Кудрявцева Г. П. Геология, состав, условия образования и методика разведки месторождения алмазов – кимберлитовой трубки им. В. Гриба (Архангельская алмазоносная провинция) // Геология рудных месторождений. — 2003. — Т. 45, № 5. — С. 387—414. — ISSN 0016-7770.
- Garanin V. K., Kudryavtseva G. P., Lapin A. V. Typical features of ilmenite from kimberlites, alkali-ultrabasic intrusions, and carbonatites (англ.) // International Geology Review. — 1980. — Vol. 22, no. 9. — P. 1025—1050. — ISSN 0020-6814. — doi:10.1080/00206818209466968.
- Ананьев А. С., Ананьева Т. А., Гаранин В. К., Кудрявцева Г. П. Благородные корунды и цирконы из россыпей Приморья // Записки Всероссийского минералогического общества. — 1998. — Т. 127, № 4. — С. 120—124. — ISSN 0869-6055.
- Гаранин В. К., Дигонский С. В., Кудрявцева Г. П. Модели образования природного алмаза в аспекте его синтеза. Статья 2. Гипотезы генезиса алмаза в метеоритах, метаморфических породах и кимберлитах // Известия высших учебных заведений. Геология и разведка. — 2006. — № 2. — С. 8—14. — ISSN 0016-7762.
- Кудрявцева Г. П., Подгаецкий А. В., Гаранин К. В., Гаранин В. К., Аполлонов В. Н., Бондаренко А. Т., Бушуева Е. Б., Вержак В. В., Веричев Е. М. Минеральный состав и петрофизические свойства кимберлитов и родственных им пород Зимнего Берега // Известия высших учебных заведений. Геология и разведка. — 2003. — № 3. — С. 29—35. — ISSN 0016-7762.
- Гаранин К. В., Гаранин В. К., Кудрявцева Г. П. Петрохимия и минералогия щелочно-ультраосновных магматитов на территории Архангельской алмазоносной провинции и модели их формирования // Вестник Пермского университета. Геология. — 2008. — № 10. — С. 32—49. — ISSN 1994-3601.
- Botkunov A. I., Garanin V. K., Krot A. N., Kudryavtseva G. P. Mineral inclusions in garnets from kimberlites of Yakutia: their genetic and practical significance (англ.) // International Geology Review. — 1987. — Vol. 29, no. 2. — P. 163—177. — ISSN 0020-6814. — doi:10.1080/00206818709466134.
- Белоконева Е. Л., Гаранин В. К., Кудрявцева Г. П., Симонов М. А., Белов Н. В. Кристаллическая структура ильменита из якутских кимберлитов // Доклады Академии наук СССР. — 1978. — Т. 242, № 2. — С. 330—332.

## Награды
- Премия Правительства Российской Федерации в области науки и техники (1999)[4]
- Золотая медаль АН СССР (1978 — «за лучшую научную работу молодого ученого»)[2]
- Бронзовая медаль ВДНХ (1985)

## Память
Основные источники:
- С 2007 года каждый год на кафедре минералогии проходят научные чтения имени Г. П. Кудрявцевой.
- В 2007 году решением Архангельского Северного комитета по геологии и Правления «Севералмаз» в честь Кудрявцевой в Архангельской алмазоносной провинции была названа новая кимберлитовая трубка — «Галина».
- В 2013 году научными работниками лаборатории месторождений алмаза геологического факультета МГУ при исследованиях кимберлитовых пород алмазоносной трубки в шахте Орапа был открыт новый минерал, получивший название «кудрявцеваит»[5][6].
- В 2014 году для учащихся геохимического отделения Геологического факультета МГУ была учреждена стипендия имени Г. П. Кудрявцевой.